# Национальная портретная галерея (Швеция)

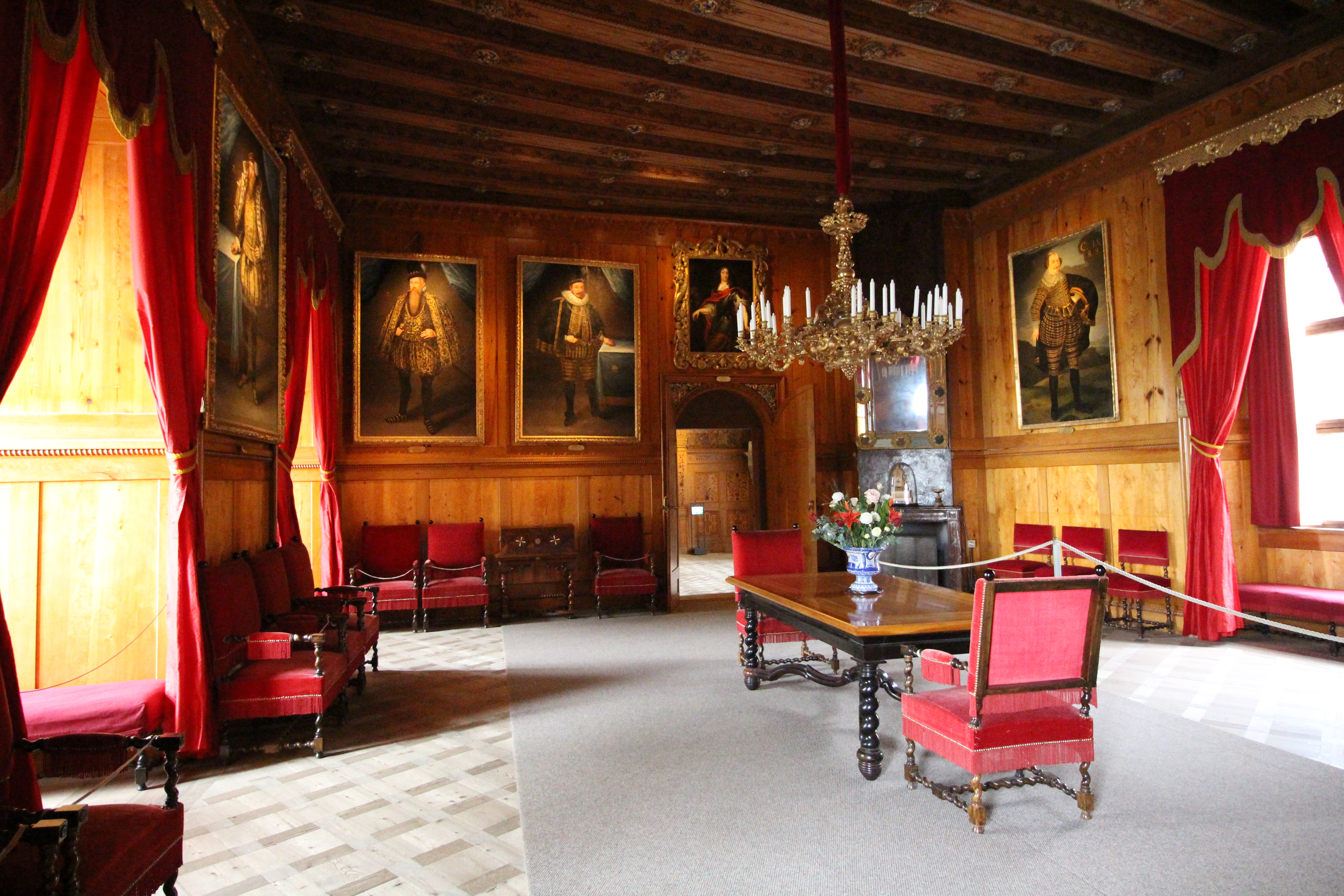
Один из залов галереи

Национальная портретная галерея Швеции (швед. Statens porträttsamling, англ. National Portrait Gallery Sweden) — художественная галерея в замке Грипсхольм в Мариефреде.
В коллекции галереи находятся  портреты знаменитых шведов. Коллекция собиралась в течение длительного времени и считается старейшей национальной портретной галереей в мире.

## История
Начало портретной галереи положил король Густав I Ваза, который начал собирать различные картины в недавно построенном замке. В 1548 году в замке было 98 картин, из которых 23 были портретами. В 1755 году коллекция, согласно сборнику, составленному управляющим замком Карлом Фредриком Юнгманом, выросла до 275 портретов.
Официальное признание коллекция портретов получила в 1822 году. Король Карл XIV Юхан поручил главному царедворцу Адольфу Людвигу Штирнельду разработать принципы коллекции шведской портретной галереи. С 1860-х годов за коллекцию отвечает Национальный музей Швеции.
К 2017 году коллекция Национальной портретной галереи выросла до 4600 работ.
Ассоциация Gripsholmsföreningen вносит свой вклад в развитие Национальной портретной коллекции, регулярно выплачивая за некоторые портреты знаменитых шведов.